# Краснинский район (Смоленская область)
Кра́снинский райо́н — административно-территориальная единица (район) и муниципальное образование (муниципальный район) на западе Смоленской области России.
Административный центр — посёлок городского типа Красный.

## География
Территориально район граничит: на севере с Руднянским районом, на востоке со Смоленским районом, на юге с Монастырщинским районом, на западе с Беларусью. Площадь территории — 1507,7 км².
В основном район расположен в пределах Смоленско-Краснинской возвышенности. В северной части протекает Днепр с притоком Мерея. Почвы в районе дерново-среднеподзолистые, формирующиеся на лёссовидных суглинках, песках и супесях. Леса занимают 29,3 % территории.

## История
Первоначально Краснинский уезд создан в 1775 году. В 1796 году уезд упразднён, в 1802 году создан вновь. С 1929 года на территории бывших Краснинского и Оршанского уездов Смоленской губернии образован Краснинский район. В 1963 году район снова упразднён, территория присоединена к Смоленскому району. Восстановлен в окончательном виде 1965 году.

## Население
| 2002    | 2007    | 2009    | 2010    | 2011    | 2012    | 2013    | 2014    | 2015    |
| ------- | ------- | ------- | ------- | ------- | ------- | ------- | ------- | ------- |
| 15 537  | ↘14 573 | ↘13 861 | ↘13 104 | ↘12 854 | ↘12 696 | ↘12 474 | ↘12 374 | ↘12 264 |
| 2016    | 2017    | 2018    | 2019    | 2020    | 2021    | 2024    |         |         |
| ↘12 145 | ↘12 077 | ↘11 930 | ↘11 779 | ↘11 768 | ↘10 786 | ↘10 187 |         |         |

### Урбанизация
В городских условиях (пгт Красный) — проживают 33,61 % населения района.

### Национальный состав
По итогам переписи населения 2020 года проживали следующие национальности (национальности менее 0,1 % и другое, см. в сноске к строке «Другие»):
| Национальность | Численность, чел. | Доля     |
| -------------- | ----------------- | -------- |
| Русские        | 10 189            | 94,47 %  |
| Белорусы       | 105               | 0,97 %   |
| Армяне         | 85                | 0,79 %   |
| Украинцы       | 65                | 0,60 %   |
| Азербайджанцы  | 35                | 0,32 %   |
| Молдаване      | 12                | 0,11 %   |
| Таджики        | 11                | 0,10 %   |
| Другие         | 284               | 2,64 %   |
| Итого          | 10 786            | 100,00 % |

## Муниципально-территориальное устройство
В муниципальный район входят 4 муниципальных образования, в том числе 1 городское поселение и 3 сельских поселения:
| № | Муниципальное образование       | Административный центр | Количество населённых пунктов | Население (чел.) | Площадь (км²) |
| - | ------------------------------- | ---------------------- | ----------------------------- | ---------------- | ------------- |
| 1 | Краснинское городское поселение | пгт Красный            | 7                             | ↘3501            | 70,37         |
| 2 | Гусинское сельское поселение    | деревня Гусино         | 43                            | ↗4238            |               |
| 3 | Малеевское сельское поселение   | деревня Малеево        | 87                            | ↘1546            |               |
| 4 | Мерлинское сельское поселение   | деревня Мерлино        | 45                            | ↘1312            |               |

Первоначально Законом Смоленской области от 1 декабря 2004 года было создано 13 муниципальных образований, в том числе 1 городское и 12 сельских поселений. Законом Смоленской области от 25 мая 2017 года, с 5 июня 2017 года были упразднены 9 сельских поселений: Красновское (включено в Гусинское сельское поселение); Викторовское, Волоедовское, Глубокинское, Нейковское, Октябрьское и Павловское  (включены в Малеевское сельское поселение); Маньковское и Волковское сельские поселения  (включены в Мерлинское сельское поселение).
| №  | Муниципальное образование 2005—2017 гг. | Административный центр | Количество населённых пунктов | Население (чел.) | Площадь (км²) |
| -- | --------------------------------------- | ---------------------- | ----------------------------- | ---------------- | ------------- |
| 1  | Краснинское городское поселение         | пгт Красный            | 7                             | 3501             | 70,37         |
| 2  | Викторовское сельское поселение         | деревня Викторово      | 9                             | 167              | 127,4         |
| 3  | Волковское сельское поселение           | деревня Волково        | 15                            | 401              | 144,4         |
| 4  | Волоедовское сельское поселение         | деревня Алушково       | 8                             | 211              | 45,3          |
| 5  | Глубокинское сельское поселение         | деревня Двуполяны      | 15                            | 323              | 68,1          |
| 6  | Гусинское сельское поселение            | деревня Гусино         | 19                            | 4238             | 133,9         |
| 7  | Красновское сельское поселение          | деревня Лонница        | 24                            | 784              | 155,2         |
| 8  | Малеевское сельское поселение           | деревня Малеево        | 13                            | 1546             | 86,6          |
| 9  | Маньковское сельское поселение          | деревня Маньково       | 12                            | 870              | 88,3          |
| 10 | Мерлинское сельское поселение           | деревня Мерлино        | 18                            | 1312             | 157,06        |
| 11 | Нейковское сельское поселение           | деревня Гребени        | 16                            | 253              | 110,26        |
| 12 | Октябрьское сельское поселение          | деревня Николаевка     | 17                            | 170              | 275           |
| 13 | Павловское сельское поселение           | деревня Павлово        | 9                             | 377              | 94,8          |

### Населённые пункты
В Краснинском районе 182 населённых пункта, в том числе посёлок городского типа и 181 сельский населённый пункт.
| №   | Населённый пункт       | Тип     | Население | Муниципальное образование       |
| --- | ---------------------- | ------- | --------- | ------------------------------- |
| 1   | Красный                | пгт     | ↘3424     | Краснинское городское поселение |
| 2   | Авадово                | деревня | 22        | Малеевское сельское поселение   |
| 3   | Алушково               | деревня | 161       | Малеевское сельское поселение   |
| 4   | Алфимково              | деревня | 13        | Малеевское сельское поселение   |
| 5   | Аносово                | деревня | 9         | Мерлинское сельское поселение   |
| 6   | Антоновичи             | деревня | 12        | Малеевское сельское поселение   |
| 7   | Бабиничи               | деревня | 13        | Гусинское сельское поселение    |
| 8   | Бежали                 | деревня | 11        | Малеевское сельское поселение   |
| 9   | Белеи                  | деревня | 111       | Гусинское сельское поселение    |
| 10  | Березино               | деревня | 4         | Гусинское сельское поселение    |
| 11  | Бовшево                | деревня | 6         | Гусинское сельское поселение    |
| 12  | Богдановка             | деревня | 2         | Малеевское сельское поселение   |
| 13  | Бодуны                 | деревня | 31        | Гусинское сельское поселение    |
| 14  | Болтутино              | деревня | 6         | Малеевское сельское поселение   |
| 15  | Большая Добрая         | деревня | 54        | Краснинское городское поселение |
| 16  | Борки                  | деревня | 0         | Малеевское сельское поселение   |
| 17  | Бубново                | деревня | 3         | Малеевское сельское поселение   |
| 18  | Буда                   | деревня | 27        | Гусинское сельское поселение    |
| 19  | Бухарино               | деревня | 9         | Малеевское сельское поселение   |
| 20  | Буяново                | деревня | 8         | Краснинское городское поселение |
| 21  | Варечки                | деревня | 64        | Гусинское сельское поселение    |
| 22  | Василевичи             | деревня | 10        | Малеевское сельское поселение   |
| 23  | Великолесье            | деревня | 12        | Малеевское сельское поселение   |
| 24  | Викторово              | деревня | 148       | Малеевское сельское поселение   |
| 25  | Винные Луки            | деревня | 1         | Малеевское сельское поселение   |
| 26  | Волково                | деревня | 162       | Мерлинское сельское поселение   |
| 27  | Волоедово              | деревня | 17        | Малеевское сельское поселение   |
| 28  | Выжимаки               | деревня | 1         | Гусинское сельское поселение    |
| 29  | Гвоздово               | деревня | 18        | Малеевское сельское поселение   |
| 30  | Герасименки            | деревня | 6         | Гусинское сельское поселение    |
| 31  | Глинное                | деревня | 10        | Малеевское сельское поселение   |
| 32  | Глубокое               | деревня | 61        | Малеевское сельское поселение   |
| 33  | Горбачи                | деревня | 0         | Мерлинское сельское поселение   |
| 34  | Горбово                | деревня | 0         | Малеевское сельское поселение   |
| 35  | Городец                | деревня | 6         | Мерлинское сельское поселение   |
| 36  | Гребени                | деревня | 68        | Малеевское сельское поселение   |
| 37  | Гусино                 | деревня | 2843      | Гусинское сельское поселение    |
| 38  | Гусино                 | село    | 43        | Гусинское сельское поселение    |
| 39  | Даниловка              | деревня | 16        | Мерлинское сельское поселение   |
| 40  | Двуполяны              | деревня | 120       | Малеевское сельское поселение   |
| 41  | Девичья Дубрава        | деревня | 0         | Малеевское сельское поселение   |
| 42  | Доморацкое             | деревня | 2         | Малеевское сельское поселение   |
| 43  | Дубровка               | деревня | 1         | Гусинское сельское поселение    |
| 44  | Дуровичи               | деревня | 48        | Малеевское сельское поселение   |
| 45  | Духо                   | деревня | 7         | Мерлинское сельское поселение   |
| 46  | Ермаки                 | деревня | 30        | Гусинское сельское поселение    |
| 47  | Жваненки               | деревня | 12        | Гусинское сельское поселение    |
| 48  | Железково              | деревня | 23        | Мерлинское сельское поселение   |
| 49  | Жорновка               | деревня | 1         | Мерлинское сельское поселение   |
| 50  | Жули                   | деревня | 16        | Мерлинское сельское поселение   |
| 51  | Забродье               | деревня | 5         | Малеевское сельское поселение   |
| 52  | Залужечье              | деревня | 2         | Краснинское городское поселение |
| 53  | Застенки               | деревня | 2         | Малеевское сельское поселение   |
| 54  | Зверовичи              | деревня | 102       | Малеевское сельское поселение   |
| 55  | Зибрики                | деревня | 8         | Мерлинское сельское поселение   |
| 56  | Зуньково               | деревня | 0         | Малеевское сельское поселение   |
| 57  | Зюзьки                 | деревня | 21        | Гусинское сельское поселение    |
| 58  | Катково                | деревня | 31        | Малеевское сельское поселение   |
| 59  | Кисели                 | деревня | 3         | Гусинское сельское поселение    |
| 60  | Кисляки                | деревня | 10        | Мерлинское сельское поселение   |
| 61  | Клименки               | деревня | 5         | Гусинское сельское поселение    |
| 62  | Клименти               | деревня | 8         | Малеевское сельское поселение   |
| 63  | Княжичи                | деревня | 22        | Мерлинское сельское поселение   |
| 64  | Ковшичи                | деревня | 0         | Малеевское сельское поселение   |
| 65  | Козлы                  | деревня | 0         | Малеевское сельское поселение   |
| 66  | Комиссарово            | деревня | 158       | Гусинское сельское поселение    |
| 67  | Кончинка               | деревня | 16        | Мерлинское сельское поселение   |
| 68  | Корыбщина              | деревня | 3         | Мерлинское сельское поселение   |
| 69  | Кохоново               | деревня | 6         | Мерлинское сельское поселение   |
| 70  | Кошелево               | деревня | 0         | Малеевское сельское поселение   |
| 71  | Коштуны                | деревня | 2         | Гусинское сельское поселение    |
| 72  | Красатинка             | деревня | 1         | Малеевское сельское поселение   |
| 73  | Красная Горка          | деревня | 154       | Гусинское сельское поселение    |
| 74  | Красное                | станция | 147       | Гусинское сельское поселение    |
| 75  | Крюково                | деревня | 118       | Мерлинское сельское поселение   |
| 76  | Курган                 | деревня | 2         | Гусинское сельское поселение    |
| 77  | Курганье               | деревня | 7         | Малеевское сельское поселение   |
| 78  | Кутьково               | деревня | 14        | Краснинское городское поселение |
| 79  | Липово                 | деревня | 37        | Гусинское сельское поселение    |
| 80  | Лисово                 | деревня | 0         | Малеевское сельское поселение   |
| 81  | Литвиново              | деревня | 1         | Малеевское сельское поселение   |
| 82  | Литивля                | деревня | 105       | Малеевское сельское поселение   |
| 83  | Литивлянка             | деревня | 18        | Малеевское сельское поселение   |
| 84  | Ломакино               | деревня | 16        | Мерлинское сельское поселение   |
| 85  | Лонница                | деревня | 323       | Гусинское сельское поселение    |
| 86  | Лукиничи               | деревня | 33        | Мерлинское сельское поселение   |
| 87  | Лунино                 | деревня | 4         | Малеевское сельское поселение   |
| 88  | Лучково                | деревня | 5         | Гусинское сельское поселение    |
| 89  | Лысково                | деревня | 6         | Мерлинское сельское поселение   |
| 90  | Любаничи               | деревня | 0         | Малеевское сельское поселение   |
| 91  | Ляхово                 | деревня | 2         | Малеевское сельское поселение   |
| 92  | Маклаково              | деревня | 0         | Малеевское сельское поселение   |
| 93  | Малахово               | деревня | 0         | Малеевское сельское поселение   |
| 94  | Малеево                | деревня | 140       | Малеевское сельское поселение   |
| 95  | Маньково               | деревня | 654       | Мерлинское сельское поселение   |
| 96  | Марково                | деревня | 84        | Малеевское сельское поселение   |
| 97  | Мерлино                | деревня | 302       | Мерлинское сельское поселение   |
| 98  | Миганово               | деревня | 79        | Гусинское сельское поселение    |
| 99  | Мироедово              | деревня | 0         | Мерлинское сельское поселение   |
| 100 | Михайлово              | деревня | 4         | Мерлинское сельское поселение   |
| 101 | Мончино                | деревня | 5         | Мерлинское сельское поселение   |
| 102 | Недвижи                | деревня | 2         | Малеевское сельское поселение   |
| 103 | Нейково                | деревня | 25        | Малеевское сельское поселение   |
| 104 | Николаевка             | деревня | 165       | Малеевское сельское поселение   |
| 105 | Никулино               | деревня | 69        | Мерлинское сельское поселение   |
| 106 | Нитяжи                 | деревня | 19        | Гусинское сельское поселение    |
| 107 | Новая Ржавка           | деревня | 62        | Мерлинское сельское поселение   |
| 108 | Новое Село             | деревня | 0         | Малеевское сельское поселение   |
| 109 | Новоселки              | деревня | 3         | Мерлинское сельское поселение   |
| 110 | Ольховка               | деревня | 0         | Мерлинское сельское поселение   |
| 111 | Ольша                  | деревня | 20        | Гусинское сельское поселение    |
| 112 | Орловичи               | деревня | 0         | Гусинское сельское поселение    |
| 113 | Павлово                | деревня | 270       | Малеевское сельское поселение   |
| 114 | Палкино                | деревня | 13        | Малеевское сельское поселение   |
| 115 | Панское                | деревня | 2         | Мерлинское сельское поселение   |
| 116 | Парули                 | деревня | 11        | Гусинское сельское поселение    |
| 117 | Первое Мая             | деревня | 11        | Малеевское сельское поселение   |
| 118 | Перхово                | деревня | 2         | Малеевское сельское поселение   |
| 119 | Перховское Лесничество | деревня | 3         | Гусинское сельское поселение    |
| 120 | Питьково               | деревня | 0         | Малеевское сельское поселение   |
| 121 | Платоново              | деревня | 13        | Малеевское сельское поселение   |
| 122 | Плауны                 | деревня | 23        | Малеевское сельское поселение   |
| 123 | Подберёзье             | деревня | 5         | Малеевское сельское поселение   |
| 124 | Полянки                | деревня | 2         | Малеевское сельское поселение   |
| 125 | Приднепровье           | деревня | 4         | Гусинское сельское поселение    |
| 126 | Прохладное             | деревня | 7         | Гусинское сельское поселение    |
| 127 | Птушки                 | деревня | 0         | Гусинское сельское поселение    |
| 128 | Пятницкое              | деревня | 2         | Малеевское сельское поселение   |
| 129 | Радобля                | деревня | 7         | Мерлинское сельское поселение   |
| 130 | Ракиты                 | деревня | 7         | Мерлинское сельское поселение   |
| 131 | Расточино              | деревня | 7         | Малеевское сельское поселение   |
| 132 | Рахово                 | деревня | 23        | Малеевское сельское поселение   |
| 133 | Речицы                 | деревня | 0         | Малеевское сельское поселение   |
| 134 | Рогайлово              | деревня | 144       | Мерлинское сельское поселение   |
| 135 | Рудаки                 | деревня | 3         | Гусинское сельское поселение    |
| 136 | Самоны                 | деревня | 5         | Малеевское сельское поселение   |
| 137 | Самсоны                | деревня | 19        | Малеевское сельское поселение   |
| 138 | Седневка               | деревня | 3         | Гусинское сельское поселение    |
| 139 | Селец                  | деревня | 7         | Малеевское сельское поселение   |
| 140 | Середнево              | деревня | 48        | Мерлинское сельское поселение   |
| 141 | Сидоровичи             | деревня | 5         | Малеевское сельское поселение   |
| 142 | Синяки                 | деревня | 17        | Малеевское сельское поселение   |
| 143 | Скворцы                | деревня | 8         | Гусинское сельское поселение    |
| 144 | Слобода                | деревня | 0         | Малеевское сельское поселение   |
| 145 | Смилово                | деревня | 0         | Мерлинское сельское поселение   |
| 146 | Сорокино               | деревня | 5         | Краснинское городское поселение |
| 147 | Старая Ржавка          | деревня | 12        | Мерлинское сельское поселение   |
| 148 | Стариненки             | деревня | 2         | Гусинское сельское поселение    |
| 149 | Старинки               | деревня | 0         | Мерлинское сельское поселение   |
| 150 | Старое Кудрино         | деревня | 0         | Малеевское сельское поселение   |
| 151 | Струково               | деревня | 0         | Малеевское сельское поселение   |
| 152 | Суймище                | деревня | 9         | Малеевское сельское поселение   |
| 153 | Сусловичи              | деревня | 8         | Малеевское сельское поселение   |
| 154 | Сыроквашино            | деревня | 13        | Мерлинское сельское поселение   |
| 155 | Сырокоренье            | деревня | 141       | Мерлинское сельское поселение   |
| 156 | Тригубово              | деревня | 14        | Малеевское сельское поселение   |
| 157 | Трояны                 | деревня | 1         | Малеевское сельское поселение   |
| 158 | Туговищи               | деревня | 21        | Малеевское сельское поселение   |
| 159 | Уварово                | деревня | 42        | Мерлинское сельское поселение   |
| 160 | Угриново               | деревня | 0         | Мерлинское сельское поселение   |
| 161 | Ульятичи               | деревня | 17        | Мерлинское сельское поселение   |
| 162 | Урали                  | деревня | 0         | Гусинское сельское поселение    |
| 163 | Уссохи                 | деревня | 9         | Малеевское сельское поселение   |
| 164 | Филаты                 | деревня | 1         | Малеевское сельское поселение   |
| 165 | Хворостово             | деревня | 0         | Малеевское сельское поселение   |
| 166 | Хильчицы               | деревня | 28        | Малеевское сельское поселение   |
| 167 | Хлыстовка              | деревня | 45        | Гусинское сельское поселение    |
| 168 | Храпово                | деревня | 31        | Краснинское городское поселение |
| 169 | Церковище              | деревня | 0         | Малеевское сельское поселение   |
| 170 | Чальцево               | деревня | 1         | Мерлинское сельское поселение   |
| 171 | Черныш                 | деревня | 81        | Гусинское сельское поселение    |
| 172 | Черныши                | деревня | 12        | Мерлинское сельское поселение   |
| 173 | Черныши                | деревня | 2         | Малеевское сельское поселение   |
| 174 | Чистяки                | деревня | 30        | Мерлинское сельское поселение   |
| 175 | Шашуки                 | деревня | 0         | Гусинское сельское поселение    |
| 176 | Шевнево                | деревня | 0         | Малеевское сельское поселение   |
| 177 | Шеено                  | деревня | 15        | Малеевское сельское поселение   |
| 178 | Шелбаны                | деревня | 7         | Малеевское сельское поселение   |
| 179 | Шеровичи               | деревня | 44        | Гусинское сельское поселение    |
| 180 | Шилковичи              | деревня | 4         | Малеевское сельское поселение   |
| 181 | Яново                  | деревня | 0         | Мерлинское сельское поселение   |
| 182 | Ясенец                 | деревня | 2         | Малеевское сельское поселение   |

В 2010 на территории района была упразднена деревня Кобзево.

## Экономика
Преобладает сельское хозяйство, специализирующееся на мясомолочном животноводстве, картофелеводстве, льноводстве. Промышленность: обрабатывающие производства (производство готовых металлических изделий, производство текстильных изделий, производство резиновых и пластмассовых изделий, производство пищевых продуктов, производство мебели). Промышленные предприятия расположены в пгт.Красный и деревне Гусино.

## Транспорт
Железнодорожная магистраль «Москва—Брест». Автодороги: М1 «Беларусь», Гусино - Красный - Смоленск.

## Достопримечательности и культура
27 сентября 2009г в п. Красный открыта Аллея Героев. Краеведческий музей.

## Люди связанные с районом

### Известные личности
- Мишуренко, Андроний Афанасьевич — полный кавалер Ордена Славы (деревня Подберезье)
- Лозовский, Александр Борисович — командующий корпусом (деревня Голенищево)
- Нестеренков, Александр Тимофеевич — преподаватель физики, Чемпион Европы по гиревому спорту, тренер. (п. Красный)
- Попов, Александр Николаевич — земский деятель, просветитель, депутат Государственной думы I созыва от Смоленской губернии.
- Шлапаков, Иван Романович (1909—2001) — один из организаторов и руководителей партизанского движения во время Великой Отечественной войны (деревня Самсоны)
- Шеко, Яков Васильевич — советский военачальник, командир 10-й Терско-Ставропольской казачьей дивизии.

#### Герои Советского Союза
- Андреенков, Николай Никонович (деревня Красатинка)
- Гореленков, Алексей Иванович (деревня Кончинка)
- Киргетов, Исаак Ананьевич (деревня Высокий Холм)
- Кравцов, Илья Павлович (деревня Потощино)
- Малихов, Анатолий Наумович (село Красное)[23][24]
- Миненков, Василий Семёнович (село Сусловичи)
- Моисеенков, Григорий Петрович (деревня Середнёво)
- Петухов, Иван Дмитриевич (деревня Слобода)
- Царёв, Александр Кондратьевич (деревня Николаевка)

### Герои Социалистического Труда
- Андрюхина, Мария Фёдоровна (посёлок Красное)
- Зверев, Алексей Васильевич (посёлок Ольша)
- Логинов, Василий Григорьевич (деревня Бабиничи)
- Тюрин, Николай Максимович (деревня Кислое)